# Primjesa arhaičnih ljudi u modernih ljudi
Primjesa arhaičnih ljudi u modernih ljudi, međusobno križanje modernih ljudi s neandertalcima, denisovcima i/ili vjerojatno drugim arhaičnim ljudima koje se u nekoliko navrata zbilo u tijeku čovječje povijesti. Neandertalska DNA čini otprilike 1 – 4 % eurazijskog genoma, no značajno izostaje ili je neuobičajena u genomu većine Supsaharskih Afrikanaca. U oceanijskim i jugoistočnoazijskim populacijama postoji relativno povećanje denisovske DNA. Otprilike 4 – 6 % melanezijskog genoma potječe od denisovaca. Recentne nekomparativne analize DNA – jer do sada nije otkriven ni jedan primjerak – sugeriraju da afričke populacije imaju genski doprinos danas izumrle arhaične afričke homininske populacije. Unatoč tomu, među određenim brojem istraživača još postoje pojedine sumnje oko recentne primjese. Kao alternativno objašnjenje uočenih genskih sličnosti predložena je drevna subpopulacijska struktura koja je ancestralna modernim ljudima, neandertalcima, denisovcima i drugim vjerojatnim arhaičnim ljudima.

## Neandertalci

### Genetika
vidi još: projekt neandertalskog genoma
Sekvenciranjem čitava genoma dobivena je 2010. godine preliminarna sekvencija neandertalskog genoma koja je otkrila da su neandertalci dijelili više alela s eurazijskim populacijama (tj. francuskom, hanskom i papuanskom) nego sa supsaharskim afričkim populacijama (tj. jorupskom i sanskom). Po ovoj studiji uočen višak genskih sličnosti najbolje se objašnjava recentnim genskim tokom od neandertalaca k modernim ljudima poslije njihove migracije izvan Afrike. Udio naslijeđa koje potječe od neandertalaca bilo je procijenjeno na 1 – 4 % eurazijskog genoma. Isti tim istraživača revidirao je 2013. godine ovaj udio na procijenjenih 1,5 – 2,1 %. Također su otkrili da je neandertalska komponenta u neafričkih modernih ljudi bila jače vezana s mezmajskim neandertalcem (Kavkaz) nego s altajskim neandertalcem (Sibir) ili vindijskim neandertalcima (Hrvatska). U populaciji modernih ljudi, barem u onima koje čine Istočni Azijci i Europljani, nalaz otkrivene ukupne introgredirane neandertalske DNA obuhvaća oko 20 % neandertalskog genoma.
Iako manje parsimonična nego recentni genski tok, ova bi opservacija mogla biti uzrokovana drevnom populacijskom supstrukturom u Africi, uzrokovavši nepotpunu gensku homogenizaciju u modernih ljudi kada su neandertalci divergirali dok su rani preci Eurazijaca još bili srodniji neandertalcima nego što su to neandertalcima bili preci Afrikanaca. Na osnovi spektra frekvencije alela pokazalo se da model recentne primjese najbolje odgovara rezultatima dok im model supstrukture drevne populacije uopće ne odgovara – to pokazuje da je najbolji model bila recentna primjesa kojoj je prethodio efekt grla boce među modernim ljudima – potvrđujući tako recentnu primjesu kao najparsimoničnije i najizglednije objašnjenje uočenog viška genskih sličnosti između modernih neafričkih ljudi i neandertalaca. Recentna primjesa također je potvrđena podacima na osnovi neravnoteže vezanosti gena.
Recentne studije pokazale su veću neandertalsku primjesu u Istočnih Azijaca u usporedbi s Europljanima. To je ukazivalo na to da su se u ranih modernih ljudi najvjerojatnije zbila dva neovisna genska toka i da su rani preci Istočnih Azijaca doživjeli veću primjesu nego Europljani nakon što su ove dvije grupe divergirale. Procjenjuje se da je u drugom genskom toku u Istočnih Azijaca to doprinijelo dodatnih 20,2 % (13,4 – 27,1 % u IP-u od 95 %) neandertalske primjese. Također je moguće, iako manje vjerojatno, da je razliku uzrokovalo razrjeđenje u Europljana koje je nastalo eventualnim naknadnim migracijama izvan Afrike. Ona je mogla biti uzrokovana i manjom negativnom selekcijom u Istočnih Azijaca u usporedbi s Europljanima. Uočeno je također da postoji mala, ali značajna varijacija u stopama neandertalske primjese među europskim populacijama, dok među istočnoazijskim populacijama nije bilo značajne varijacije.
Studija iz 2012. otkrila je da Sjeverni Afrikanci imaju stopu neandertalske primjese koja je negdje između one Eurazijaca (najveća) i Supsaharskih Afrikanaca (najmanja). Studija je također pokazala veliku varijaciju među samim Sjevernim Afrikancima, što je ovisilo o količini eurazijskog nasuprot supsaharskoafričkom naslijeđu. No postoje naznake da njihova neandertalska primjesa nije samo nastala eurazijskom introgresijom.
Neandertalski doprinos vrlo je oskudno, no značajno otkriven u Masaija, istočnoafričkog naroda. Poslije identifikacije afričkog i neafričkog naslijeđa među Masaijima, može se zaključiti da je izvor doprinosa bio recentni genski tok neafričkih modernih ljudi (postneandertalaca) jer se po procjeni oko 30 % masajskog genoma može dovesti u vezu s neafrikanacima iz posljednjih 100 generacija.
Promatrajući opseg neravnoteže vezanosti, bilo je procijenjeno da se posljednji neandertalski genski tok u ranih predaka Europljana zbio 47 000 – 65 000 godina BP (konzervativno 37 000 – 86 000 BP). U konjunkciji s arheološkim i fosilnim dokazima smatra se da se genski tok vjerojatno zbio negdje u zapadnoj Euraziji, vjerojatno na Bliskom istoku.
U modernih ljudi nije pronađen ni jedan dokaz neandertalske mitohondrijske DNA. To bi sugeriralo da se uspješna primjesa s neandertalcima dogodila po paternalnoj (očinskoj), a ne maternalnoj (majčinskoj) liniji na strani neandertalaca. Moguće hipoteze govore o tome da je neandertalska mtDNA imala nepovoljne mutacije koje su dovele do izumiranja nosilaca, da su hibridni potomci neandertalskih majka bili odgojani u neandertalskim grupama i izumrli zajedno s njima ili da neandertalke i muški moderni ljudi nisu proizveli plodno potomstvo.
Recentne studije otkrile su prisutnost velikih genomskih regija sa snažno reduciranim neandertalskim doprinosom u modernih ljudi zbog negativne selekcije, što je dijelom uzrokovano neplodnošću hibridnih muškaraca. Ove velike regije malog neandertalskog doprinosa bile su najizraženije na kromosomu X – s peterostruko manjim neandertalskim naslijeđem u usporedbi s autosomima – i sadržavale su relativno veći broj gena specifičnih za testise, što znači da su moderni ljudi imali relativno manje neandertalskih gena lociranih na kromosomu X ili izraženih na testisima, a to je u konzistenciji s poznatom činjenicom da je muška neplodnost pogođena s disproporcionalno većom količinom gena na kromosomima X. Također se pokazalo da je neandertalsko naslijeđe bilo selektirano protiv u konzerviranim biološkim putovima, kao što je procesiranje RNA.
Otkrilo se da su gene koji utječu na keratin neandertalci introgredirali u moderne ljude (utvrđeno u Istočnih Azijaca i Europljana), što sugerira da su ti geni omogućili modernim ljudima morfološku adaptaciju njihove kože i kose da se mogu nositi s neafričkim okolišima. Slično se uočilo i za nekoliko gena upletenih u medicinski relevantne fenotipe kao što su oni koji utječu na sistemski eritematozni lupus, primarnu bilijarnu cirozu, Crohnovu bolest, veličinu optičkog diska, pušačko ponašanje, razine interleukina 18 i šećernu bolest tipa 2.
U studiji iz 2013. istraživači su otkrili neandertalsku introgresiju 18 gena – od kojih je nekoliko vezano s adaptacijom na UV-svjetlost – na kromosomskoj regiji 3p21.31 (regija HYAL) u Istočnih Azijaca. Introgresivni haplotipovi pozitivno su selektirani samo u istočnoazijskim populacijama, postojano se uzdižući od 45 000 godina BP sve do nagla povećanja stope rasta od oko 5 000 do 3 000 godina BP. Ovi haplotipovi javljaju se u vrlo velikim frekvencijama među istočnoazijskim populacijama nasuprot eurazijskim populacijama (tj. europskim i južnoazijskim populacijama). Ovi pronalasci također sugeriraju to da se ova neandertalska introgresija zbila unutar ancestralne populacije koju dijele Istočni Azijci i američki domoroci.
Podaci iz 2005. prethodno su pokazivali da je alel D mikrocefalina, kritičnog regulatornog gena za volumen mozga, potekao iz populacije arhaičnih ljudi. Rezultati pokazuju da je haplogrupa D prije 37 000 godina (na osnovi koalescentne dobi deriviranih alela D) introgredirala u moderne ljude iz populacije arhaičnih ljudi koji su se odvojili prije 1,1 milijuna godina (na osnovi vremena odvajanja između alela D i ne-D), što je konzistentno s periodom kada su neandertalci i moderni ljudi koegzistirali, odnosno divergirali. Visoka frekvencija alela D (70 %) upućuje na to da je on u modernih ljudi bio pozitivno selektiran za. Distribucija alela D mikrocefalina visoka je izvan Afrike, no niska u supsaharskoj Africi, što dalje upućuje na to da se primjesa dogodila u populacijama arhaičnih Europljana. Ova distribucijska razlika između Afrike i Eurazije upućuje na to da je alel D potekao od neandertalaca. No studija iz 2010. otkrila je da je jedan neandertalac iz skloništa kraj Mezzene (Monti Lessini, Italija) bio homozigotan za ancestralni alel mikrocefalina, ne poduprvši time teoriju da su neandertalci doprinijeli alel D modernim ljudima, iako time nije isključena mogućnost neandertalskog porijekla alela D. Studija neandertalskog genoma iz 2010. također nije mogla potvrditi neandertalsko porijeklo haplogrupe D gena mikrocefalina.
Studija iz 2011. otkrila je da su neandertalci doprinijeli modernim ljudima HLA-A*02, A*26/*66, B*07, B*51, C*07:02 i C*16:02 imunosnog sustava. Nakon što su migrirali izvan Afrike, moderni su ljudi naišli na arhaične ljude s kojima su se međusobno križali, što je dalo prednost modernim ljudima u brzoj obnovi raznolikosti HLA i stjecanju novih varijanata HLA koje se bolje adaptiraju na lokalne patogene.

### Morfologija
Po jednoj studiji iz 1999., posmrtni ostaci djeteta modernog čovjeka iz Abriga do Lagar Velha (Portugal) iz ranog gornjeg paleolitika sadržavali su crte koje ukazuju da su se neandertalske primjese s modernim ljudima razasule po Iberiji. Uzevši u obzir dataciju posmrtnih ostataka (24 500 godina BP) i persistenciju neandertalskih crta dugo poslije tranzicijskog perioda od neandertalskih populacija do populacija modernih ljudi u Iberiji (28 000 – 30 000 godina BP), smatra se da je ovo dijete bilo potomak već znatno primiješane populacije.
U studiji iz 2006. istraživači su otkrili da čovječji ostaci iz ranog gornjeg paleolitika iz Peştere Muierilor (Rumunjska) od 35 000 BP imaju morfološki uzorak europskih ranih modernih ljudi, ali posjeduju i arhaična i/ili neandertalska obilježja, što upućuje na primjesu europskih ranih modernih ljudi s neandertalcima, a ne toliko na potpuno istisnuće neandertalca. U ova obilježja spadaju širok interorbitalni raspon, relativno plosnati supraorbitalni lukovi, izražena zatiljna izbočina, asimetrična i plitka mandibularna incizura, visok mandibularni koronoidni nastavak, relativno okomit mandibularni kondil u odnosu na položaj incizurne krijeste te uska lopatična glenoidna jama.
U studiji iz 2003. istraživači su otkrili da je mandibula ranog modernog čovjeka nazvana Oase 1 iz Peștere cu Oase (Rumunjska) datirana ugljikom 14C na 34 000 – 36 000 godina BP predstavljala mozaik modernih, arhaičnih i vjerojatno neandertalskih obilježja. Ona je prikazivala lingvalno premoštenje mandibularnog otvora, koji nije bio prisutan u ranijih ljudi osim neandertalaca iz kasnog srednjeg i kasnog pleistocena, upućujući tako na afinitet s neandertalcima. Zaključujući na osnovi mandibule Oasea 1, uočava se značajna kraniofacijalna promjena ranih modernih ljudi barem u odnosu na one iz Europe, vjerojatno zbog određena stupnaj primjese s neandertalcima.
Studija iz 2007. otkrila je da su najraniji (prije oko 33 ka BP) europski moderni ljudi i susljedni gravetijenci (iz srednjeg gornjeg paleolitika), koji anatomski uvelike nalikuju najranijim afričkim modernim ljudima (iz srednjeg paleolitika), također imali crte koje su distinktivno neandertalske, što upućuje na to da se porijeklo europskih ranih modernih ljudi ne može objasniti samo naslijeđem modernih ljudi iz srednjeg paleolitika.
U ožujku 2013. novi podaci dobiveni na osnovi kasnoneandertalske čeljusti otkrivene u skloništu Mezzeni (Monti Lessini, Italija) ukazali su na vjerojatno križanje kasnih talijanskih neandertalaca. Čeljust (točnije, ostatak mandibularnog trupa) uklapa se u morfološki raspon modernih ljudi, no prikazuje i izrazite sličnosti s nekim drugim neandertalskim primjercima, što ukazuje na promjenu u morfologiji kasnih neandertalaca vjerojatno zbog križanja s modernim ljudima.

### Povijest
Rasprava o ovoj hipotezi, koja se može pronaći pod raznim imenima poput križanje, hibridizacija, primjesa (admikstura) ili teorija hibridna porijekla, može se pratiti od otkrića neandertalskih ostataka u 19. stoljeću, iako su raniji pisci vjerovali da su neandertalci bili izravni preci modernih ljudi. Thomas Huxley sugerirao je da mnogi Europljani nose tragove neandertalskog porijekla, no neandertalske karakteristike asocirao je s primitivizmom, pišući da „one pripadaju jednom stupnju razvoja ljudske vrste, koje prethodi diferencijaciji bilo koje postojeće rase, pa možemo očekivati da ćemo ih pronaći u najnižoj od tih rasa, posvuda u svijetu, i u ranim stadijima svih rasa.”
Hans Peder Steensby odbacio je 1907. godine u svojem članku Racestudier i Danmark (danski: rasne studije u Danskoj) da su neandertalci bili majmunoliki ili inferiorni i, dok je isticao da su svi moderni ljudi miješana porijekla, sugerirao je križanje kao najbolje objašnjenje za značajan broj do tada dostupnih opažanja.
U ranom 20. stoljeću Carleton Coon tvrdio je da kavkazoidna rasa ima dvojno porijeklo koje se sastoji od gornjopaleolitskih tipova (mješavina vrsta H. sapiens i H. neanderthalensis) i mediteranskih tipova (čisti H. sapiensa). Svoju je teoriju ponovio u svojoj knjizi Porijeklo rasa (engl. The Origin of Races) iz 1962. godine.
Stan Gooch u Ličnosti i evoluciji (engl. Personality and Evolution, 1973.) i Neandertalskom pitanju (engl. The Neanderthal Question, 1977.) razvija teoriju neandertalsko/kromanjonske hibridizacije, koja se ne zasniva na proučavanju anatomije, već na njegovu razumijevanju psihologije i društva modernog čovjeka, za koje tvrdi da puno duguju neandertalskoj kulturi. Goocheve teorije odbacila je akademska zajednica. Gooch je svoju teoriju preradio u Gradovima snova (engl. Cities of Dreams, 1989.) i Neandertalskoj baštini (engl. The Neanderthal Legacy, 2008.).

## Denisovci
Studija iz 2010. pokazala je da Melanezijci (npr. otočanin Papue Nove Gvineje i Bougainvillea) dijele relativno više alela s denisovcima u usporedbi s ostalima prikazanima u studiji, tj. s Eurazijcima i Afrikancima. Studija je procijenila da od 4 % do 6 % genoma Melanezijaca potječe od denisovaca, dok ni jedan od prikazanih Eurazijaca i Afrikanaca nije pokazivao doprinos denisovskih gena. Opaženo je bilo da su denisovci doprinijeli gene Melanezijcima, no ne i Istočnim Azijcima, što ukazuje na to da je postojala interakcija između ranih predaka Melanezijaca i denisovaca, no ta se interakcija nije zbila u regijama blizu južnog Sibira, gdje su do danas pronađeni jedini ostaci denisovaca. Štoviše, studija iz 2011. pokazala je također relativno povećano dijeljenje alela između denisovaca i Aboridžinskih Australaca, u usporedbi s ostalim eurazijskim i afričkim populacijama, što je konzistentno s relativno većom primjesom između ranih predaka Melanezijaca i denisovaca.
Godine 2011. jedna je studija podastrla dokaz da je najveća prisutnost denisovske primjese u oceanijskim populacijama, potom u mnogim jugoistočnoazijskim populacijama, dok je u istočnoazijskim populacijama nema. Značajan denisovski genski materijal postoji u istočnih jugoistočnoazijskih i oceanijskih populacija (npr. Aboridžinski Australci, Bliskooceanijci, Polinežani, Fidžijci, istočni Indonežani, filipinski Mamanue i Manobi), no ne i u određenih zapadnih i kontinentalnih juogistočnoazijskih populacija (npr. zapadni Indonežani, malezijski Jehai, andamanski Onge i kontinentalni Azijci), što ukazuje na to da se denisovska primjesa dogodila u samoj jugoistočnoj Aziji, a ne u kontinentalnoj Euraziji. Opažanje visoke deinsovske primjese u Oceaniji i stoga nedostatak u kontinentalnoj Aziji upućuje na to da su se rani moderni ljudi i denisovci bili križali istočno od Wallaceove linije koja dijeli jugoistočnu Aziju.
No, u suprotnosti s prethodnim rezultatima, recentnija istraživanja otkrila su naznake da kontinentalne azijske i američke domorodačke populacije imaju 0,2 % denisovskog doprinosa, iako je on 25 puta manji nego u oceanijskih populacija. Način genskog toka u ove populacije trenutačno je nepoznat. Poslije Oceanijaca opaženo je da poglavito Jugoistočni Azijci općenito imaju afinitet prema denisovcima.
Nalazi ukazuju na to da se denisovski genski tok dogodio zajedničkim precima Aboridžinskih Filipinaca, Aboridžinskih Australaca i Novogvinejaca. Novogvinejci i Australci imaju slične stope denisovske primjese, što ukazuje na to da se križanje s njihovim zajedničkim precima dogodilo prije njihova dolaska u Sahul (pleistocenska Nova Gvineja i Australija), prije najmanje 44 000 godina. Također je opaženo da je omjer bliskooceanijskog naslijeđa u Jugoistočnih Azijaca proporcionalan denisovskoj primjesi, s izuzetkom u Filipnaca gdje je viša proporcionalna denisovska primjesa u odnosu na bliskooceanijsko naslijeđe. Reich et al. (2010.) predložili su mogući model ranog migracijskog vala modernih ljudi prema istoku od koji su neki bili zajednički preci Filipinaca/Novogvinejaca/Australaca koji su se križali s denisovcima, poslije čega su slijedili (1) divergencija ranih predaka Filipinaca, (2) križanje između ranih predaka Novogvinejaca i Australaca s dijelom iste ranomigracijske populacije koja nije iskusila denisovski genski tok te (3) križanje između ranih predaka Filipinaca s dijelom populacije iz znatno kasnijeg migracijskog vala prema istoku (preostali dio od kojih će nastati Istočni Azijci).
Utvrđeno je da Eurazijci imaju nešto, iako značajno manje genskog materijala arhaičnog porijekla koji se podudara s denisovskim, što proizlazi iz činjenice da su denisovci u srodstvu s neandertalcima, koji su doprinijeli eurazijskoj genskoj zalihi, a ne toga da su se denisovci križali s ranim precima tih Eurazijaca.
Ostaci kostura ranog modernog čovjeka iz špilje Tianyuan (blizu Zhoukoudiana u Kini) od 40 000 godina BP pokazali su neandertalski doprinos unutar raspona današnjih eurazijskih modernih ljudi, no bez raspoznatljiva denisovskog doprinosa. On je predak mnogim azijskim i domorodačkim američkim populacijama, no datira poslije divergencije između Azijaca i Europljana. Nedostatak denisovske komponente u tjanjuanske jedinke upućuje na to da je genski doprinos u kontinentalnim predjelima bio oskudan.
Studija iz 2011. godine, koja je istraživala alele HLA imunosnog sustava, sugerira da su HLA-B*73 denisovci introgredirali u moderne ljude u zapadnoj Aziji zbog distribucijskog uzorka i divergencije HLA-B*73 od ostalih alela HLA. U modernih ljudi HLA-B*73 je koncentriran u zapadnoj Aziji, no rijedak je ili odsutan drugdje. Iako HLA-B*73 nije prisutan u sekvenciranom denisovskom genomu, studija pokazuje da je on bio asociran s denisovskim HLA-C*15:05 iz neravnoteže vezanosti gena, što je konzistentno s time da otprilike 98 % onih modernih ljudi koji nose B*73 također nosi C*15:05.
Denisovska dva alotipova HLA-A (A*02 i A*11) i dva alotipova HLA-C (C*15 i C*12:02) odgovaraju uobičajenim alelima u modernih ljudi, dok jedan od denisovskih alotipova HLA-B odgovara rijetku rekombinantnom alelu, a drugi je odsutan u modernih ljudi.HLA-C (C*15 and C*12:02)  Misli se da su njih denisovci doprinijeli modernim ljudima jer je nevjerojatno da su oba neovisno sačuvana u objema vrstama toliko dugo vremena s obzirom na visoku stopu mutacija alela HLA.
Studija iz 2014. otkrila je da su jednu varijantu gena EPAS1 denisovci uveli u moderne ljude. Ancestralna varijanta nadregulira razine hemoglobina radi kompenzacije niskih razina kisika, kao npr. na velikim visinama, no to također ima maladaptaciju u vidu povećanja viskoziteta krvi. Denisovska varijanta gena EPAS1 uobičajena je u Tibetanaca i bila je pozitivno selektirana u njihovih predaka nakon što su oni kolonizirali Tibetsku visoravan.

## Arhaični afrički hominini
Brzi raspad fosila u afričkim okolišima trenutačno čini usporedbu primjese modernih ljudi s referentnim uzorcima arhaičnih afričkih hominina neisplativom.
Nakon što su pronašli tri kandidatske regije s introgresijom traženjem neobičnih obrazaca varijacija – što ukazuje na različito porijeklo – u 61 nekodirajućoj regiji u dvjema lovačko-sakupljačkim grupama (Biaka Pigmejci i San, za koje je u podacima utvrđena značajna primjesa) i u jednoj zapadnoafričkoj poljoprivrednoj grupi (Mandinka, za koju u podacima nije utvrđena značajna primjesa), istraživači su 2011. godine zaključili da je ugrubo 2 % genskog materijala koji je pronađen u nekim supsaharskoafričkim populacijama bilo insertirano u humani genom prije približno 35 000 godina od arhaičnih hominina koji su se odvojili od loze modernog čovjeka prije oko 700 000 godina. Nakon istraživanja introgresivnih haplotipova među supsaharskim populacijama bilo je predloženo da se dogodila primjesa a arhaičnim homininima koji su vjerojatno nekoć nastanjivali centralnu Afriku.
Istraživači su 2012. godine proučavali veoma pokrivene cijelogenomske sekvencije petnaestorice supsaharskih lovaca-sakupljača iz triju grupa – pet Pigmejaca (tri Baka i po jedan Bedzan i Bakola) iz Kameruna te pet Hadza i pet Sandawea iz Tanzanije – otkrivši znakove da su se preci ovih lovaca-sakupljača križali s jednom populacijom arhaičnih ljudi ili više njih, vjerojatno prije više od 40 000 godina. Također su otkrili da je medijan vremena najrecentnijeg zajedničkog pretka ovih petnaest ispitanika s pretpostavljenim introgresivnim haplotipovima bio 1,2 – 1,3 mya.

## Alternativne hipoteze
U studiji iz 2013. neki su istraživači sugerirali da se uočene genske afinitete između populacija arhaičnih i modernih ljudi većinom može objasniti polimorfizmima zajedničkog pretka koje je pratio genski drift, a ne primjesom, objašnjavajući da su razlike u opaženim genskim afinitetima među populacijama modernih ljudi najvjerojatnije rezultat različitih retencijskih stopa ovih polimorfizama među populacijama modernih ljudi. No također su ustvrdili da studija nije isključila mogućnost arhaične introgresije u modernih ljudi.